# Vassili Bajenov
Pour les articles homonymes, voir Bajenov.
Vassili Ivanovitch Bajenov, né le 1er mars 1737 (12 mars dans le calendrier grégorien) à Moscou, ou selon d'autres données dans le village de Dolskoï près de Maloïaroslavets, et mort le 2 août 1799 (13 août dans le calendrier grégorien) à Saint-Pétersbourg, est un architecte russe, représentant du style néoclassique, appelé style Empire en Russie.

## Biographie
Vassili Bajenov est le fils d'un diacre du Kremlin de Moscou nommé Ivan Fiodorovitch Bajenov (1711-1774). Il fait preuve d'un talent pour le dessin dès l'enfance et il attire l'attention de l'architecte de la Cour de l'impératrice Élisabeth, le prince Dimitri Oukhtomski (1719-1784). Bajenov entre donc à l'Académie impériale des beaux-arts. Il est tellement doué que le professeur Savva Tchevakinski le prend comme assistant architecte pour le chantier de l'église Saint-Nicolas-des-Marins. Il est appelé ensuite à Paris en 1759, devenant ainsi le premier pensionnaire russe de l'Académie à recevoir une bourse pour l'étranger, avec le peintre Anton Lossenko. Il étudie chez Duval et compose des maquettes de grands édifices, comme la galerie du Louvre ou la basilique Saint-Pierre et fréquente l'atelier de Charles de Wailly de 1762 à 1765. Il participe aux concours de l'Académie d'architecture avec succès et il est élu à l'Académie Saint-Luc de Rome, à l'Académie du dessin de Florence et celle de Bologne. De retour à Moscou en mai 1765, Bajenov se fait le chantre du classicisme à la française, avec force colonnades et frontons grecs. Moscou se couvrira d'édifices néoclassiques, cependant Bajenov n'est pas particulièrement bien accueilli par l'Académie qui lui impose même de repasser devant sa commission d'admission pour finalement lui refuser d'y entrer.
Néanmoins Catherine II le remarque et lui commande une maison sur l'île Kamenny, puis son favori le comte Orlov lui commande le nouvel arsenal de Saint-Pétersbourg, lui donne le rang de capitaine d'artillerie et finalement le fait venir à Moscou, où l'architecte va passer le reste de sa carrière. Il donne ainsi une identité certaine à ce qui était alors la vieille capitale religieuse de la Russie. Elle s'offre un nouveau visage avec des palais modernes alliant le néoclassicisme à la française et le style palladien. En attendant il propose à l'impératrice un projet de reconstruction du Kremlin. Catherine la Grande paraît intéressée, mais en fin de compte refuse les plans de Bajenov. L'aristocratie se fait construire de nouveaux palais et hôtels particuliers le long des nouvelles avenues.
Bajenov propose ensuite à Catherine II un projet original pour le palais de Tsaritsyno à l'entrée sud de Moscou, sur la route de Crimée. Ce palais devait être une étape impériale avant l'entrée solennelle en ville, comme l'était le palais Petrovski au nord. Catherine II qui lui avait commandé ce nouveau chantier se laisse tenter par le style mêlant le classicisme et le style russe, mais le refuse. Le nouveau projet en 1776 s'inspire de scènes pastorales russes, avec des murs de brique et des ornements décoratifs blancs, donnant un aspect vaguement néogothique. Le château est toujours en construction au bout de huit ans, avec une grande partie pour le fils de Catherine II, Paul, et sa famille. La tsarine visite l'endroit en juin 1785. Elle est déçue par la lenteur des travaux, le style des bâtiments et le manque de clarté. Bajenov est renvoyé quelque temps plus tard et le chantier confié à Matveï Kazakov. Les relations entre Catherine et son fils empirent. Tsarytsino s'enfonce dans l'oubli et les ruines romantiques. Bajenov ne s'occupe plus que de quelques commandes privées. On l'accusait d'avoir été trop proche des cercles francs-maçons de Novikov. Il est l'auteur en 1788 de l'église Notre-Dame-de-Vladimir de Bykovo.
Son retour en grâce s'effectue sous le règne de Paul Ier qui considère que la colère de sa mère envers lui avait été injuste. Il construit un palais sur l'île Kamenny et soumet divers chantiers pour Cronstadt. L'empereur le nomme vice-président de l'Académie des beaux-arts et lui fait construire à partir de 1797 le château Saint-Michel (nommé plus tard le château des Ingénieurs) qui devait être sa résidence impériale et son tombeau. Bajenov meurt avant la fin des travaux.

## Galerie

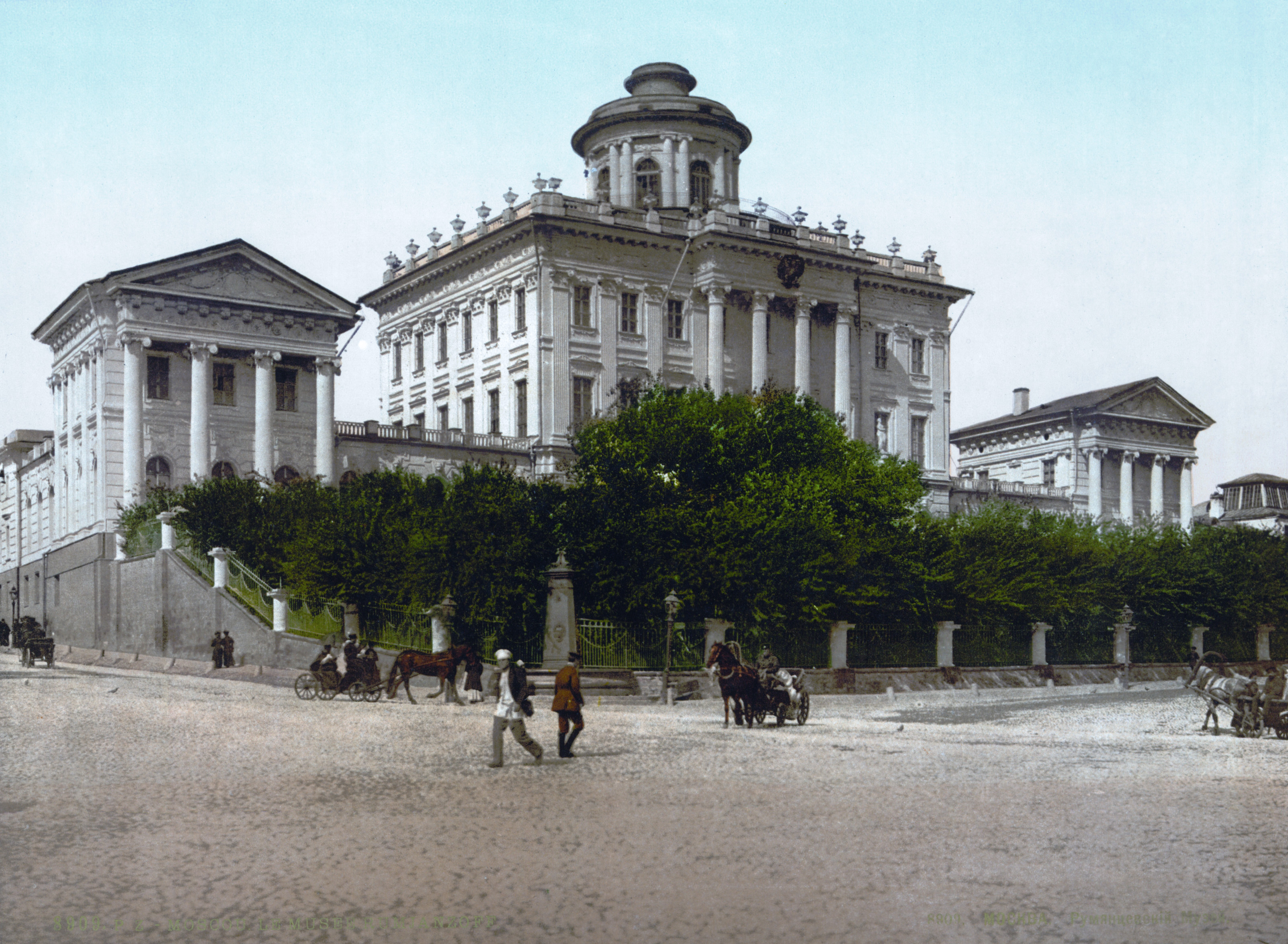
Maison Pachkov à Moscou
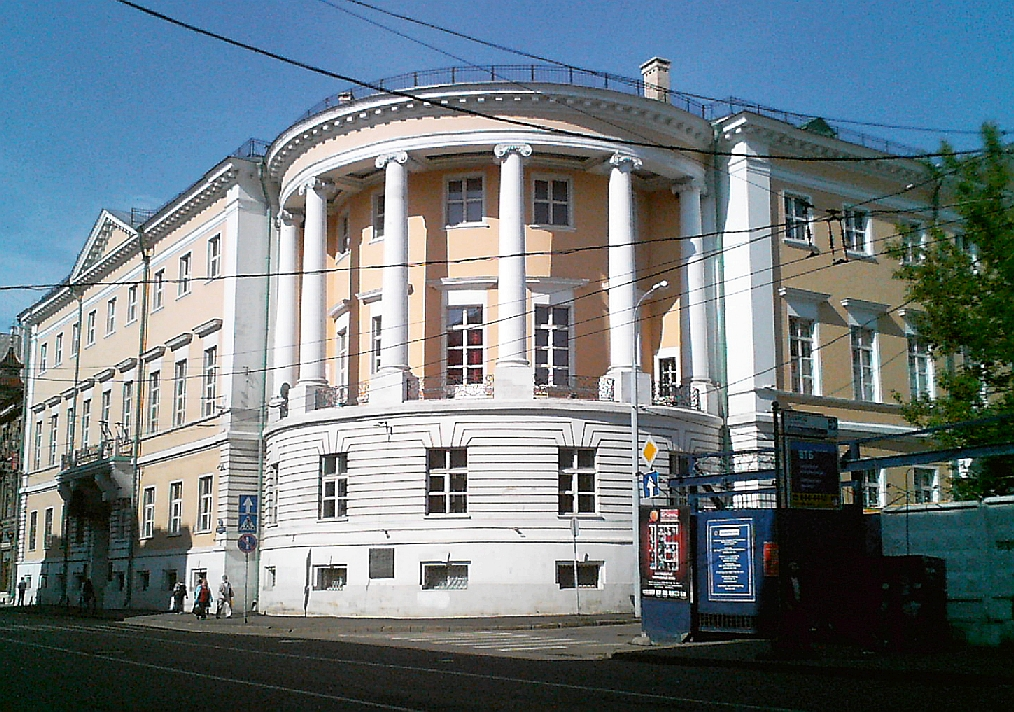
Palais Youchkov à Moscou
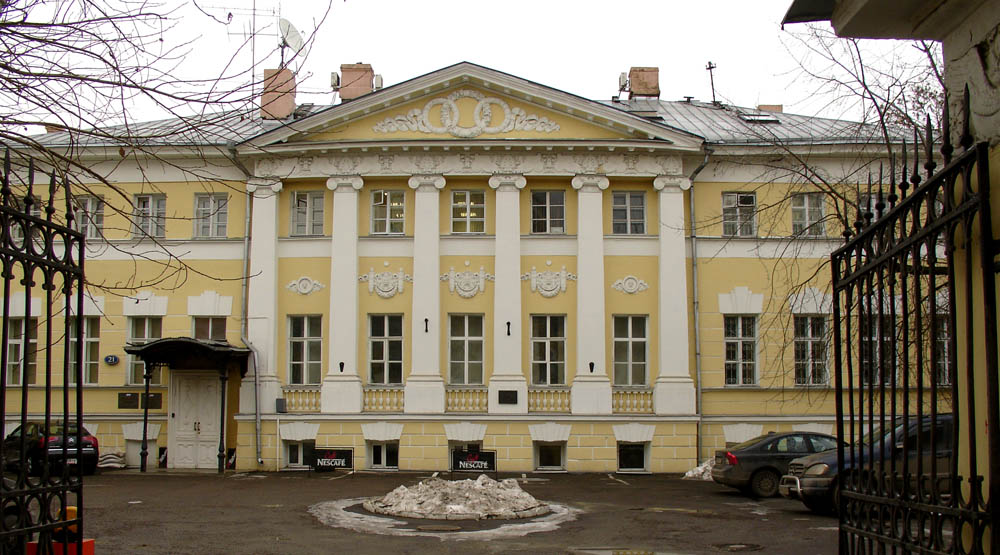
Palais Dolgov à Moscou (rue Bolchaïa Ordynka)
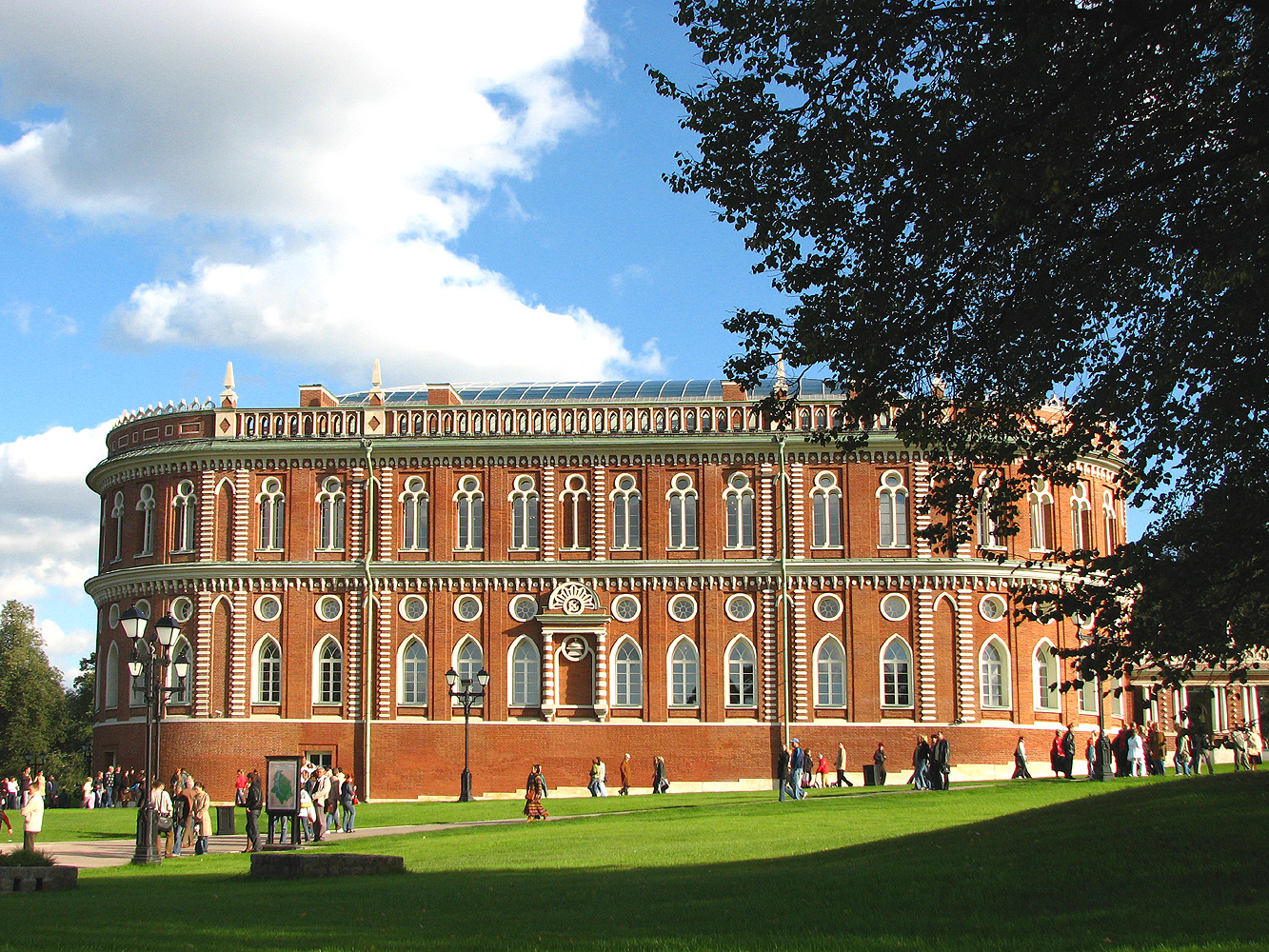
Anciens communs ou Maison du Pain au Palais de Tsaritsyno